# Mar de Humboldt
Mar de Humboldt (del Latín: Mare Humboldtianum) es un mar lunar, ubicado en el borde noreste de la cara visible de la Luna, que continúa hacia el lado oculto. Se encuentra hacia el este del Mare Frigoris. Debido a su localización, su visibilidad es afectada por el movimiento de libración. La región posee una irregularidad gravitacional (mascon).
Las coordenadas selenográficas del centro del mar son 56.8° N, 81.5° E, tiene un diámetro de 273 km, y un área de 35.475 km², similar a la superficie de Taiwán. Sus anillos exteriores tienen un diámetro de unos 650 km. El cráter Bel'kovich se encuentra en la porción noreste del mar.
Fue nombrado en honor del explorador alemán Alexander von Humboldt, en reconocimiento a sus exploraciones en tierras desconocidas.